# ウラシル
ウラシル (uracil) は、リボ核酸を構成している 4種類の主な塩基のうちのひとつ。ピリミジン塩基である。IUPAC名はピリミジン-2,4(1H,3H)-ジオン (pyrimidin-2,4(1H,3H)-dione)。分子量は 112.09、CAS登録番号は [66-22-8]。右図の構造のほか、互変異体として、ヒドロキシピリミジノン構造、2,4-ジヒドロキシピリミジン構造をとることができる。
ウラシルから誘導されるヌクレオシドはウリジンである。二本鎖リボ核酸ではアデニンと2つの水素結合を介して塩基対を形成している。塩基配列では U と略記される。
核酸を構成する 5種類の主な塩基（ウラシル、アデニン、グアニン、シトシン、チミン）のうち、ウラシルはリボ核酸 (RNA) 中に主に存在し、デオキシリボ核酸 (DNA) にはほとんど存在しない。DNA 中ではウラシルの代わりに、5位にメチル基が置換したチミンが存在している。
ウラシルの 5位にフッ素が導入されたフルオロウラシル (5-FU) は抗がん剤として使われている。

## 関連物質
- ウリジン
- ウリジン一リン酸 (UMP)
- ウリジン二リン酸 (UDP)
- ウリジン三リン酸 (UTP)
- フルオロウラシル (5-FU)